# Driehonderdroedenlaan 1
De langhuisboerderij aan de Driehonderdroedenlaan 1 is een Baarns gemeentelijk monument in Lage Vuursche in de provincie Utrecht. 
Na het overlijden van zijn vader Paulus Wilhelmus Bosch van Drakestein, die sinds 1807 eigenaar was van kasteel en landgoed Drakensteyn, waar de boerderij een onderdeel van uitmaakte, werd Frederick Lodewijk Herbert Jan Bosch van Drakestein in 1834 heer van Drakensteyn (ook wel Drakestein, Drakenstein of Drakensteijn). 
Op de gevelsteen staat vermeld dat de langhuisboerderij werd verbouwd in opdracht van jonkheer Mr. Frederik Lodewijk Herbert Jan Bosch van Drakestein. In de witte muur die parallel loopt aan de laan de eerste steen gelegd met de tekst: Jhr Paulus Johannes Bosch van Drakestein, 5 junij Ao 1838. Deze zoon Paulus was bij de steenlegging 13 jaar oud. 
Op een kadastrale minuut uitgegeven in 1824 is te zien, dat de boerderij dezelfde contouren heeft als de huidige boerderij inclusief de uitgebouwde paardenstal.
Onduidelijk is hoe ingrijpend de verbouwing is geweest in 1838.
In de symmetrische voorzijde zitten twee vensters met twintig ruitjes en aan de buitenzijden zijn kleinere vensters gemaakt van twaalf ruitjes. De luiken aan de voorzijde hebben een zandlopermotief. Aan weerszijden van de pronkkamer in het voorhuis bevinden zich twee kleinere kamers. De linkse kamer is onderkelderd. De kelder heeft een tongewelf met een pekelbak en is waarschijnlijk het oudste deel van de boerderij. In 1982 is de wit gepleisterde boerderij verbouwd tot woning. 
De rand aan de onderzijde van het pand is zwart geschilderd. In de achtergevel is een dubbele inrijdeur en de toegang tot de paardenstal. 
In 2020 werd gestart om het pand grondig op te knappen en te restaureren, de jaren hiervoor verkeerde de monumentale boerderij in een zeer slechte staat.